# Kill Me If You Can
Kill Me If You Can è un documentario italiano del 2022, diretto da Alex Infascelli.
Il film è tratto dal libro Il marine - Storia di Raﬀaele Minichiello di Pierluigi Vercesi e Raffaele Minichiello, edito in Italia da Mondadori. 

## Trama
Il documentario, accompagnato dalla voce narrante di Raffaele Minichiello, ripercorre la vita del protagonista, dagli inizi con l'emigrazione della sua famiglia negli States, al suo arruolamento nei Marines e la guerra in Vietnam, al drammatico dirottamento che lo rese noto, al reinserimento sociale e le vicissitudini familiari, fino alla riconciliazione con gli Stati Uniti d'America altra sua Patria.

## Promozione
Il trailer è stato distribuito nel mese di ottobre 2022.

## Distribuzione
Il film è stato presentato in anteprima alla Festa del Cinema di Roma 2022 ed è in distribuzione da febbraio 2023 nelle sale cinematografiche italiane.

## Curiosità
La storia di Raffaele Minichiello ha ispirato il personaggio di Rambo, interpretato da Sylvester Stallone nel film cult degli anni '80 diretto da Ted Kotcheff.